# Филип Орлик
Филип Степанович Орлик (укр. Пилип Степанович Орлик, пољ. Filip Orlik) (рођен 11. октобра 1672. године у месту Кошута, округ Ашмјани Велике кнежевине Литваније (данас у Вилејском рејону, Белорусија), умро 26. маја 1742. године у Јашију, Молдавија (данас Јаши, Румунија) је био старешина Запорошких козака, Хетман Украјине у егзилу, дипломата, секретар и блиски сарадник хетмана Ивана Мазепе. Оснивач првог устава у Европи.

## Биографија
Филип Орлик је рођен у селу Кошута, округ Ашмјани, Велике кнежевине Литваније (регион Вилејка данашње Белорусије), у породици чешко - белоруског порекла.
Орлик је прво студирао на језуитском колеџу у Вилњусу, а до 1694. на Кијевској-Могиљанској академији. Године 1698. постављен је за секретара конзисторија Кијевске митрополије. 1699. постао је старији члан Генералне војне канцеларије Хетмана Ивана Мазепе, а 1706. постављен је за генералног канцелара и на том положају био је Мазепин најближи помоћник, омогућио је Мазепину тајну преписку с Пољацима и Швеђанима и помагао Мазепи у његовим напорима да формира антируску коалицију.

### Хетман у егзилу
Након битке код Полтаве 1709. године, побегао је заједно са хетманом Иваном Мазепом и шведским краљем Карлом XII у Бендер у Кнежевини Молдавији, где је Мазепа убрзо умро. Филип Орлик је тада изабран за Хетмана у изгнанству од стране козака и шведског краља Карла XII. Док је био у Бендеру, Орлик је написао један од првих државних устава у Европи.  Овај Устав Филипа Орлика потврдио је Карло XII, а прозвали су га и заштитником Украјине.
Између 1711. и 1714, заједно са кримским Татарима и мањим групама козака, Орлик спроводи неуспешне походе на подручја Украјине на десној обали Дњепра. Након тога је Филип Орлик, заједно са још неколико козака, следио шведског краља Карла XII до Шведске преко Беча и Штралзунда. Орлик је са породицом и око 40 других козака стигао у Истад, Шведска, крајем новембра 1715. године. После неколико месеци у Истаду, живели су у граду Кристијанстаду неколико година. Орлик и његова породица напустили су Стокхолм 1720. године, а 1747. његова удовица и деца добили су финансијску подршку парламента Шведске. Из Шведске је Орлик отишао у Хамбург, Хановер, Праг, Вроцлав и Краков, где је оставио породицу у манастиру. Затим је отишао у Француску и 1722. године стигао је у Јаши у Османској Молдавији како би организовао савез против Руског царства. Одатле је отишао у Солун, а од средине 1730-их је живео у Буџаку. Умро је 1742. године у Јаши, Кнежевина Молдавија (данас Јаши, Румунија).
Орлик је написао бројне прокламације и есеје о Украјини, укључујући Устав Филипа Орлика из 1710. године.

## Сећање
2011. године у Кристијанстаду у Шведској постављен је споменик посвећен Филипу Орлику на згради у којој је украјински хетман живео од 1716. до 1719. године, у част прославе стогодишњице устава Филипа Орлика. Аутори споменика су Борис Крилов и Олес Сидорук.

## Породица
Филип Орлик оженио се Ханом Херцик средином 1690-их. Била је јеврејског порекла, ћерка пуковника Павла Семјеновича Херцика (блиског савезника Мазепе) из полтавског пука. Филип и Хана су имали осморо деце. То су били:
- Анастасија Орлик (1699—1728), рођена у Полтави - удала се 1723. за шведског племића и полицајца Јохана Стенфлихта (1681—1758). Имали су два сина: 
  - Карл Густаф (1724—1758) - пуковник у француском пуку Ројал Полоњ,
  - Филип (1726—1739) - умро у Хамбургу.
- Грегоар Орлик (фр. du Comte Grégoire Orlyk) (* 5. новембра 1702 - † 14. новембра 1759) - рођен у Батурину, Украјина. Његов кум био је хетман Иван Мазепа. Студирао је на универзитету у Лунду (1717–1718). После одласка из Шведске 1720. године, прво је живео са мајком у Кракову у Пољској. Касније је постао генерал-потпуковник у Француској, где је себе називао Comte d'Orlik. Одржавао је контакт са Шведском, 1742. је посетио Стокхолм. 1747. се оженио француском племићкињом, али нису имали деце. Убијен је 1759. године у бици за Минден у Немачкој, где је и сахрањен.
- Михаило Орлик (1704 -?) - рођен у Батурину, Украјина. Његов кум био је хетман Иван Мазепа.
- Варвара Орлик - рођена у Батурину, Украјина. Њен кум био је хетман Иван Мазепа.
- Јакив Орлик (1711 -?) - рођен у Бендеру, Османско царство. Његов кум био је шведски краљ Карло XII.
- Марта Орлик (1713 -?) - рођена у Бендеру, Османско царство. Њен кум био је пољски краљ Станислав Лешћински.
- Марина Орлик (1715 -?) - рођена у Алтеферу, острво Риген, шведска Померанија. Њени кумови били су сестра шведског краља Карла XII, Улрика Елеонора и пољски краљ Станислав Лешћински.
- Катерина Орлик (5. новембар 1718 -?) - рођена у Кристијанстаду, покрајина Сканија, Шведска и вероватно умрла већ 1719.